# دیریکو
دیریکو (به لاتین: Dirico) یک منطقهٔ مسکونی در آنگولا است که در استان کواندو کوبانگو واقع شده‌است. دیریکو ۱۵٬۱۲۶ نفر جمعیت دارد.